# Слухоцкий, Евгений Людвигович
Евгений Людвигович Слухоцкий (27 августа (8 сентября) 1867 года, Минск, Российская империя — после 1936 года, СССР) — русский и советский военный, генерал-майор Русской императорской армии (31.05.1917), кавалер ордена Святого Георгия 4-й степени (31.07.1917).

## Биография
Родился 27 августа 1867 года в Минске в семье военного врача. Вероисповедание — римско-католическое. Образование получил в Московском кадетском корпусе. 1 сентября 1886 года вступил на службу в Русскую императорскую армию, с августа 1887 года — подпоручик. В 1888 году окончил 1-е военное Павловское училище. Служил в 74-м пехотном Ставропольском полку, позднее переведен в артиллерию, с августа 1891 года — поручик, с июля 1896 года — штабс-капитан, с июля 1900 года — капитан, позднее офицер 29-й артиллерийской бригады. Участник Русско-японской войны, в бою был контужен. Высочайшим приказом от 3 августа 1906 года «за отличие в делах против японцев» произведён в подполковники со старшинством с 17 февраля 1905 года. С 1907 года — командир 4-й батареи 16-й артиллерийской бригады.
С 1914 года — участник Первой мировой войны, с 3 апреля 1915 года — полковник со старшинством с 4 января 1915 года, командир 2-го дивизиона 2-й тяжелой артиллерийской бригады 19-го армейского корпуса Юго-Западного фронта. В июне 1915 года в боях был отравлен газами и эвакуирован в Саратовский этапный лазарет № 10, но уже через месяц вернулся в войска на прежнюю должность. С июля 1916 года — командир 24-го отдельного полевого тяжёлого артиллерийского дивизиона (переименованного 2-го дивизиона), за успешное командование дивизионом был награждён орденом Святого Георгия 4-й степени (Приказ временного правительства армии и флоту о чинах военных 31-го июля 1917 года).
Награжден за то, что, будучи командиром 24-го отдельного полевого тяжелого артиллерийского дивизиона, в чине  полковника, в период боев с 15 ноября по 19 декабря 1916 года в Румынии в долинах рек Тротуша и Сульты, управляя группой тяжелой артиллерии корпуса, под сильным вражеским огнем лично производил рекогносцировки позиций противника; всегда хорошо ориентированный в обстоятельствах боя, быстро производил требуемые обстановкой перегруппировки батарей, не задумываясь над смелым выдвижением близко к линии наших цепей отдельных орудий для нанесения неожиданного огневого удара противнику; во время боя 19 ноября, находясь на хребте деревни Серей в условиях ружейного огня, с выдающимся мужеством лично руководил огнем группы и, подавив огонь батареи противника у станции Агаши, дал возможность нашей пехоте занять упорно обороняемые противником  высоты  у деревень Сульта и Агаши при последовавших затем атаках противника, подавляя огонь неприятельских батарей и нанося большие потери его пехоте, содействовал не только удержанию атакованных  пунктов, но и переходу в наступление наших частей…
С мая 1917 года — генерал-майор. С июля 1917 года — командир 1-й Туркестанской стрелковой артиллерийской бригады 1-й Туркестанской стрелковой дивизии.
В 1918 году проживал в Нижнем Новгороде, где до войны жила его семья. В феврале 1919 года вызван в Москву и назначен инспектором артиллерии 7-й армии Красной армии, в мае участвовал в боях против Юденича, был награждён Революционным советом золотыми часами, переболел возвратным тифом. С 1920 года — инспектор артиллерии Пограничного ВО. В марте 1921 года принимал участие в подавлении Кронштадтского восстания. В апреле 1921 года назначен штатным преподавателем в Военно-броневую
автомобильную школу, с февраля 1923 года — руководитель отделения школы по артиллерии. С июля 1924 года — инвалид войны, проживал в Ленинграде, был без работы. 6 января 1931 года арестован по групповому делу «Весна», 10 мая того же года приговорен по ст. 58-11 к 10 годам ИТЛ и отправлен в Вишерлаг, с января 1932 — находился в инвалидной командировке Вишерлага (Суянково, Красновишерский район, Пермская область).
Был женат на Екатерине Владимировне Слухоцкой, в семье родились два сына и дочь (один из сыновей Владимир Слухоцкий — советский военный деятель и учёный).

## Военные чины
- Подпоручик (07.08.1887)
- Поручик (07.08.1891)
- Штабс-капитан (28.07.1896)
- Капитан (28.07.1900)
- Подполковник (03.08.1906 — за боевые отличия)
- Полковник (03.04.1915 — за боевые отличия)
- Генерал-майор (31.05.1917)

## Награды
- орден Святого Георгия 4-й ст. (31.07.1917)[2]
- орден Святой Анны 2-й ст. (06.02.1915)[3]
- Мечи к ордену Святой Анны 2-й ст. (25.09.1916)[4]
- орден Святого Станислава 2-й ст. (25.02.1912)
- Мечи к ордену Святого Станислава 2-й ст. (19.02.1917)[5]
- Орден Святого Владимира 3-й ст. с мечами и бантом (25.06.1915)[6]
- Орден Святой Анны 3-й ст. (1905)
- Мечи и бант к ордену Святой Анны 3-й ст. (19.02.1917)[7]
- Орден Святого Владимира 4-й ст. с мечами и бантом (01.06.1915)[8]
- Орден Святой Анны 4-й ст. (1905)
- медали
- Высочайшее благоволение (13.07.1916)
- Старшинство в чине полковника (с 04.01.1915)
- Старшинство в чине подполковника (с 17.02.1905)